# Harákmbut
Los harákmbut son un pueblo indígena amazónico que habita las riveras de los ríos Colorado, Madre de Dios, Inambari, Yshiri, Punkuri y Malinowski, entre las regiones de Cusco y Madre de Dios en Perú. Si bien se autodenominan harakmbut, también son conocidos como amarakaeri. Hablan la lengua amarakaeri que forma parte de las Lenguas harákmbet.

## Organización
Los harakmbut reconocen siete clanes o patrilinajes. Por norma se prefiere el intercambio de hermanas entre estos clanes, lo que dispersa a las mujeres de un clan en los 6 restantes. De esta manera son parientes consanguíneos los miembros del mismo clan y parientes afines los de los 6 clanes restantes.
Se prefiere el matrimonio con la prima cruzada bilateral, además de estar prohibido el matrimonio entre individuos cuyas madres sean hermanas de padre. 
Los harakmbut promueven el servicio del novio en la casa del suegro de 2 años como mínimo. En los últimos años se ha visto también casos de matrilocalidad de la pareja, aunque menos frecuente.